# Schnepfenthal
Schnepfenthal ist ein Ortsteil von Waltershausen in Thüringen, er besteht aus den Orten Schnepfenthal und Rödichen.

## Geografie
Die Orte Schnepfenthal und Rödichen liegen südlich der Bundesautobahn 4 und südwestlich von Gotha an der Nordabdachung des Thüringer Waldes südöstlich am Stadtrand der Kernstadt Waltershausen. Auf der Landesstraße 1026 erreicht man in Friedrichroda die Bundesstraße 88.

## Geschichte

### Rödichen
Der ursprüngliche Ortsname „Rödichen“ wurde 1186 erstmals schriftlich erwähnt. Der Name erinnert an die mühsame Urbarmachung (Rodung) der Kulturlandschaft im Hochmittelalter. Hinzu kamen die vom Kloster Reinhardsbrunn veranlassten Großbauprojekte: die Anlage der Reinhardsbrunner Teiche, des Cumbacher Teiches, der Aufbau der eigentlichen  Klosteranlage (Schafshof „Espenfeld“ zwischen Rödichen und Ernstroda), auch Straßen- und Wegebau. Die Frondienste und Arbeitsleistungen waren von den Insassen der Klosterdörfer mit zu tragen.
Im Frühjahr 1525 erhob sich im Zuge des Deutschen Bauernkriegs auch die einfache Landbevölkerung im Herzogtum Gotha und stürmte das Reinhardsbrunner Kloster. Über den Verlauf der Ereignisse  gibt der Bericht des Priors Wilhelm Listermann an Kurfürst Johann vom 27. Oktober 1525 Auskunft. Dem Kloster hatten durch die Stadt Waltershausen noch 70 Söldner zugeführt werden können, doch die zahlreichen bewaffneten Plünderer und Aufrührer behielten hier die Oberhand, nach drei Tagen der Kämpfe und Auseinandersetzungen war das Kloster ein Trümmerhaufen. Als Folge der Säkularisation wurde das Kloster aufgehoben, aus den verbliebenen Gebäuden wurde das herzogliche Schloss Reinhardsbrunn errichtet, nun hatten die Rödicher Bauern den Gothaer Herzögen zu dienen. Die Bewohner von Rödichen waren nun nach Friedrichroda eingepfarrt. Der Ort kam zum landesherrschaftlichen Amt Reinhardsbrunn, das ab 1640 zum Herzogtum Sachsen-Gotha, ab 1672 zum Herzogtum Sachsen-Gotha-Altenburg und ab 1826 zum Herzogtum Sachsen-Coburg und Gotha gehörte. Ab 1920 lag der Ort im Land Thüringen.

#### Kirchliche Verhältnisse

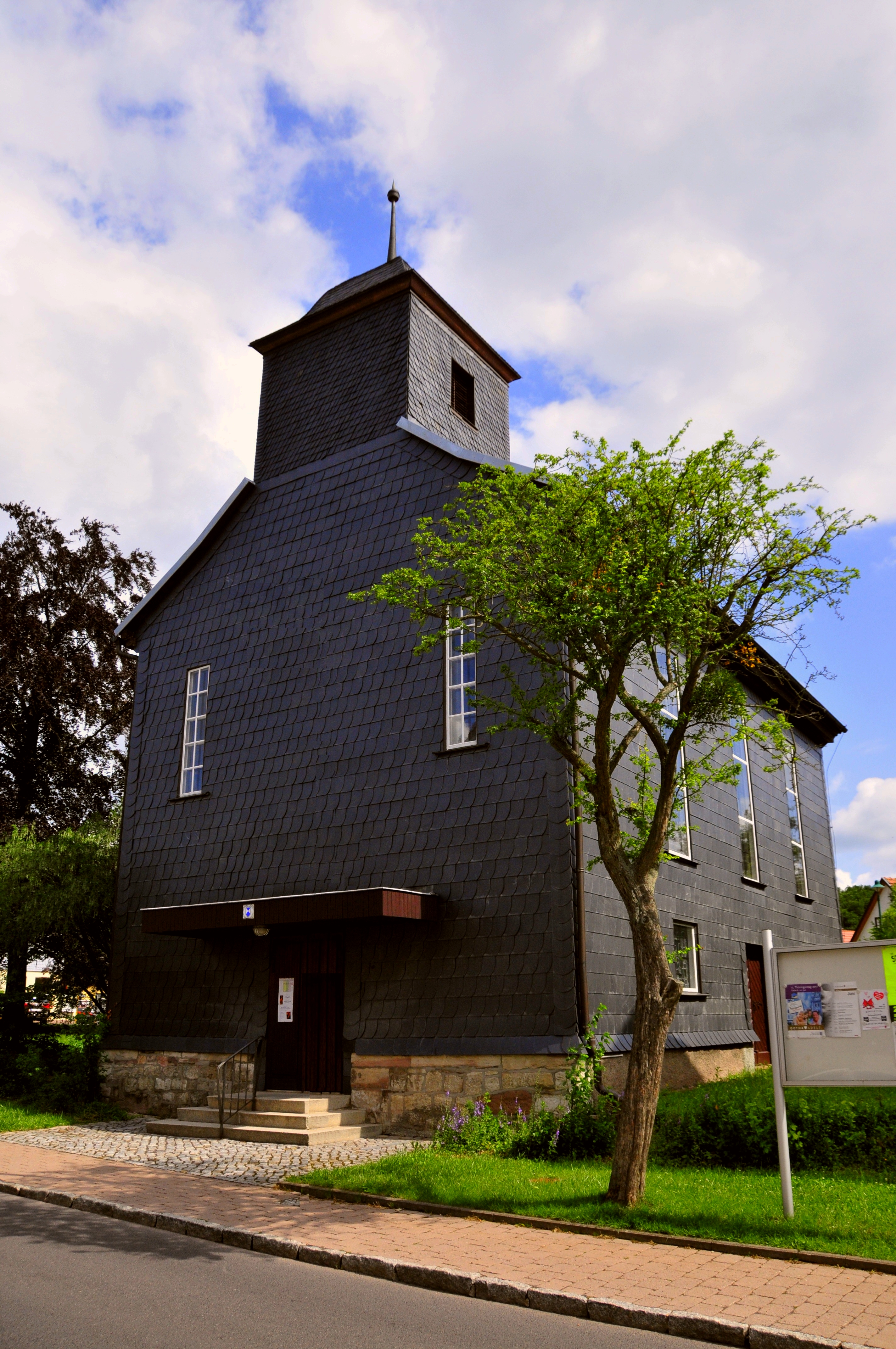
Kirche St. Peter und Paul in Rödichen

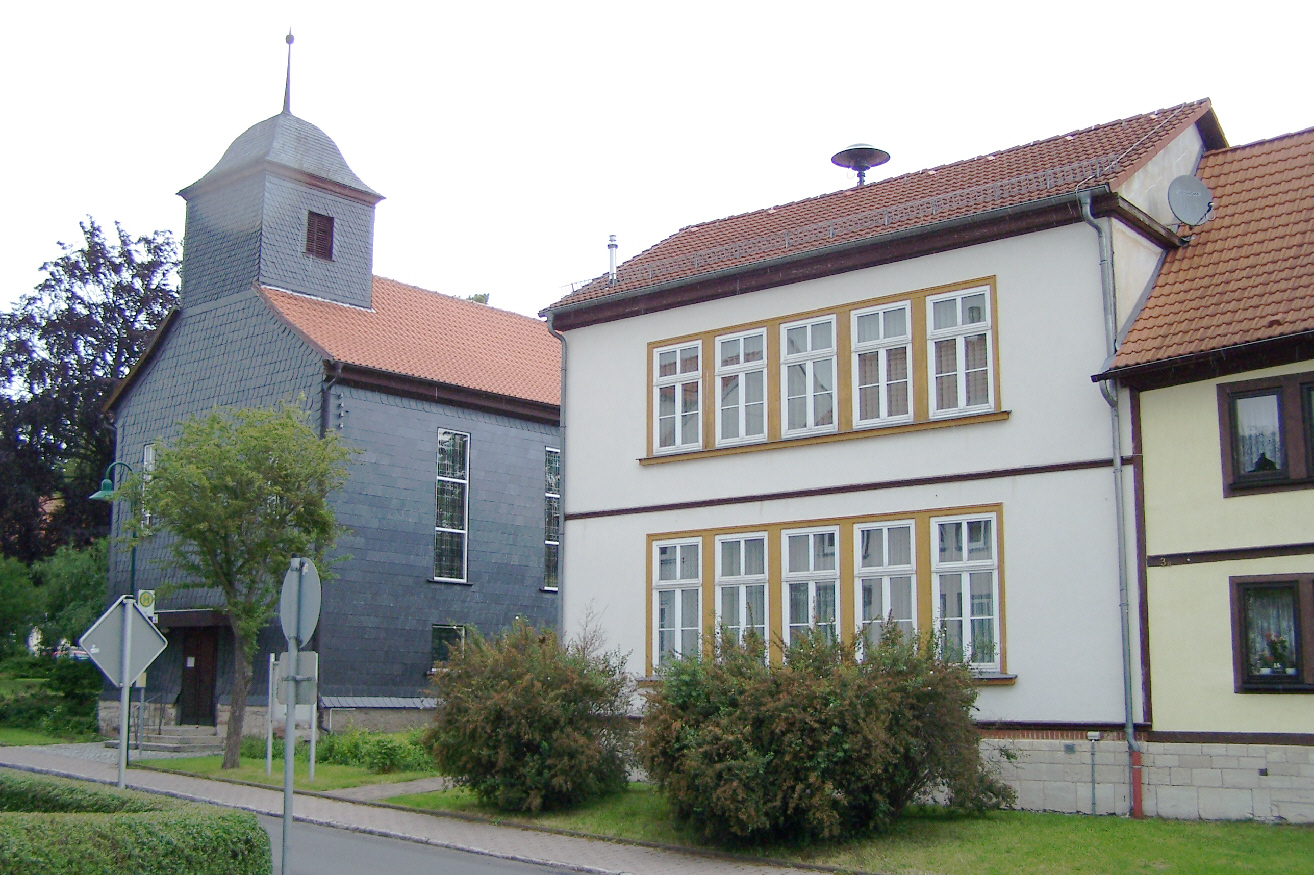
Kirche und Dorfschule in Rödichen

Nach dem Ende des Dreißigjährigen Krieges entstand 1648 im kriegszerstörten Ort eine eigene kleine Dorfkirche als Zeichen des Neuanfangs und der Hoffnung. Die Glocke der kleinen Kapelle war vom Glockengießer Jakob König 1648 gegossen worden. Hier hielt der Pfarrer aus Friedrichroda ab und zu einen Gottesdienst und der Schulmeister an Nachmittagen eine Betstunde. Die Kapelle war aber schon 1699 einsturzgefährdet, wurde abgebrochen und 1699–1700 durch eine Fachwerkkirche ersetzt. Sie hatte eine Länge von 36 Fuß, eine Breite von 24 Fuß und eine Höhe von 16 Fuß. Das Kirchenschiff war mit Ziegeln, der Turm und der Erker über der Hintertür mit Schiefer gedeckt. Die Turmspitze trug einen goldenen Knopf. Um den Kirchhof verlief ein Graben mit einer Palisade. Hierzu stiftete der Herzog das Holz. Erst 1721 erhielt Rödichen einen eigenen Pfarrer, den Diakon aus Friedrichroda. 1823 musste die Kirche ebenfalls abgerissen werden: Sie war baufällig und zudem zu klein für die Kirchgemeinde. Die heutige Kirche St.-Peter-und-Paul wurde noch 1823 erbaut und 1824 mit einer Knauf-Orgel ausgestattet. Ursprünglich war die Kirche schmucklos, weil die Rödicher Kirchgemeinde außer den Einnahmen aus dem Klingelbeutel keine weiteren hatten. Heute hat die Kirche ein mit roten  Ziegeln eingedecktes Krüppelwalmdach und einen eingezogenen Turm auf der Südwestseite, der schiefergedeckt ist. Das Turmdach ist kuppelförmig (leicht geschweifte Haube) und trägt eine lange Spitze mit einer Turmkugel. Sie wurde 1824 eingeweiht. Als Folge der ungleichen Bevölkerungsentwicklung wurde Rödichen 1862 als Filialkirche der Pfarrei Wahlwinkel zugeteilt, ist jedoch heute Teil des Kirchspiels Waltershausen.

#### Schule
Schon während des Dreißigjährigen Krieges begann in Rödichen der Schulunterricht: Der Schulmeister aus Friedrichroda kam täglich um 10:30 Uhr und unterrichtete die Jugend in den Häusern der Einwohner der Reihe nach. Der erste Lehrer in Rödichen musste eine wenig lernfähige Gemeinde vorfinden: Von 156 Einwohnern konnten nur 16 Rödicher und 8 Schnepfentaler lesen, davon nur 2 Frauen. Wann die erste Schule erbaut wurde, ist nicht bekannt, sie muss jedoch schon 1651 bestanden haben, denn in diesem Jahre erhielt sie einen neuen Seiger (Uhr). Die Schule hielt bis in die 1780er Jahre. 1784 wurde ein neues Schulhaus errichtet, vermutlich die Salzmann-Schule.

### Schnepfenthal

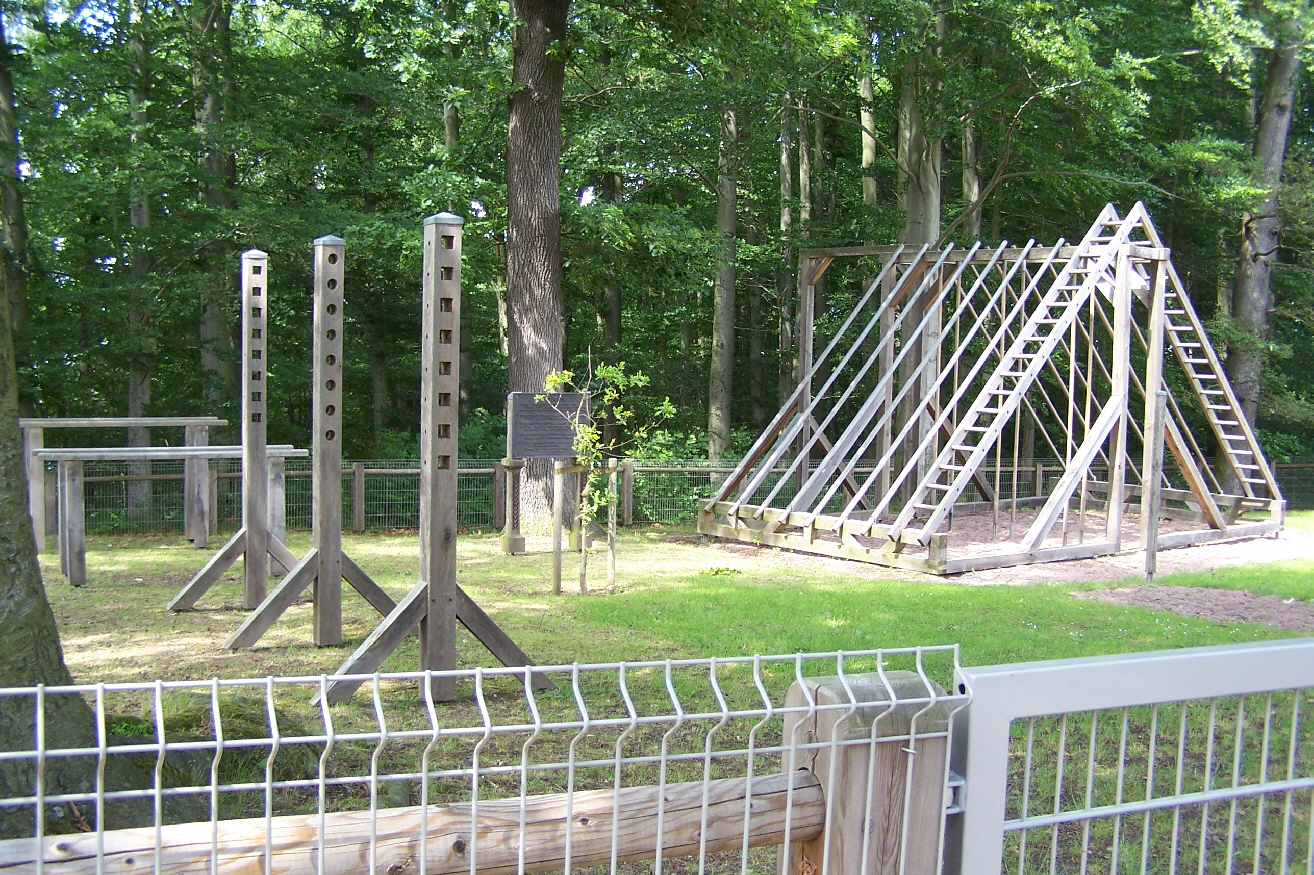
Der erste deutsche Turnplatz

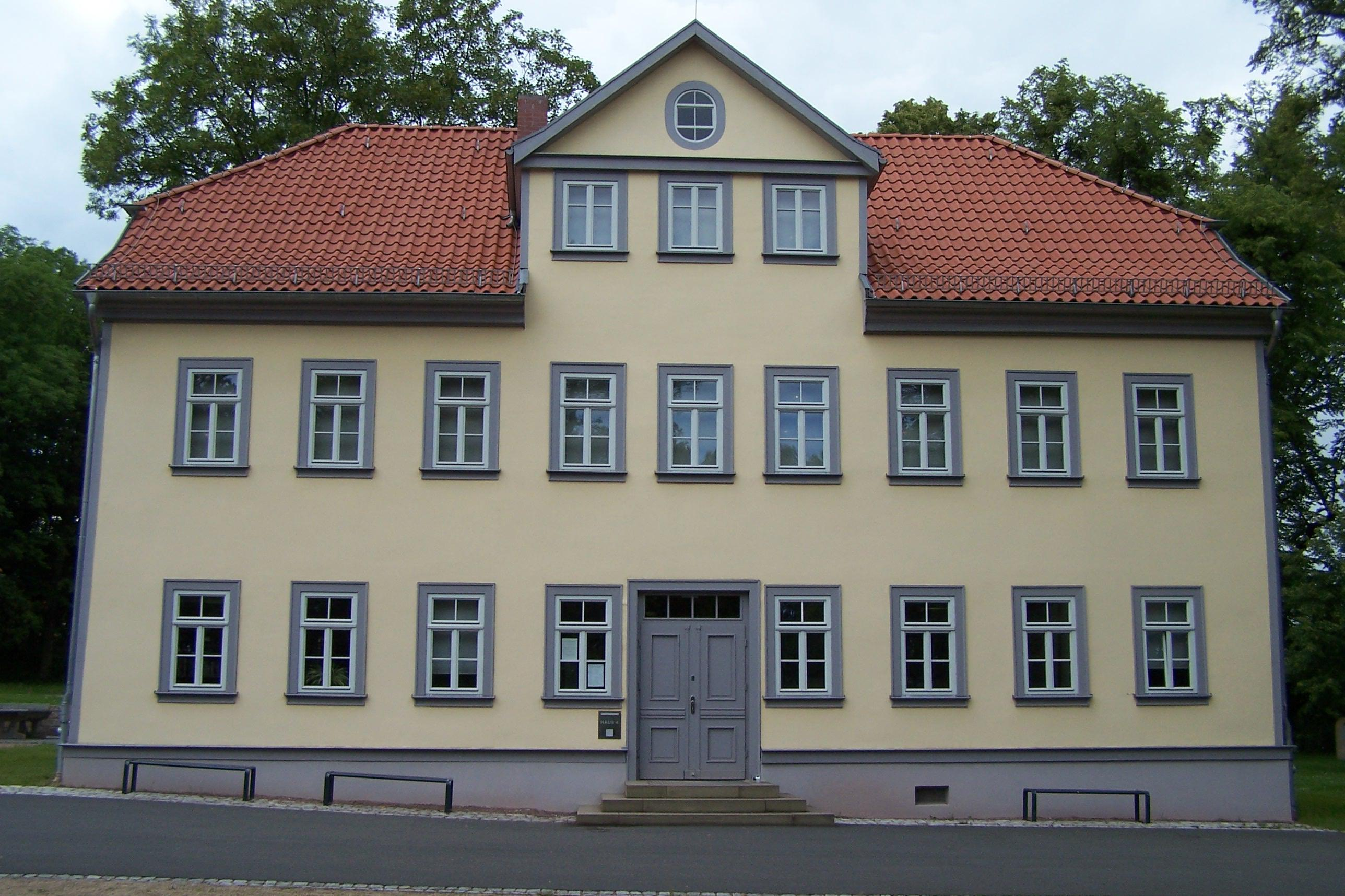
Das Schulmuseum

Aus dem umfangreichen Landbesitz wurden mehrfach zur Deckung von Staatsschulden und anderen Verbindlichkeiten Teile veräußert: in einer Urkunde von 1604 wird ein Gut Espenfeldt erwähnt, das zwischen Rödichen und Ernstroda lag und unter diesen Gemeinden aufgeteilt wurde. Schnepfenthal war ursprünglich nur ein Klostergutshof neben dem älteren Dorf  Rödichen und lag im Talgrund westlich von Rödichen. Es wurde ebenso veräußert und stand gerade zum Verkauf, als 1784 Christian Gotthilf Salzmann nach Schnepfenthal kam, um dort eine Erziehungsanstalt zu gründen. Schnepfenthal gehörte wie Rödichen zum Amt Reinhardsbrunn.

#### Die Salzmannschule

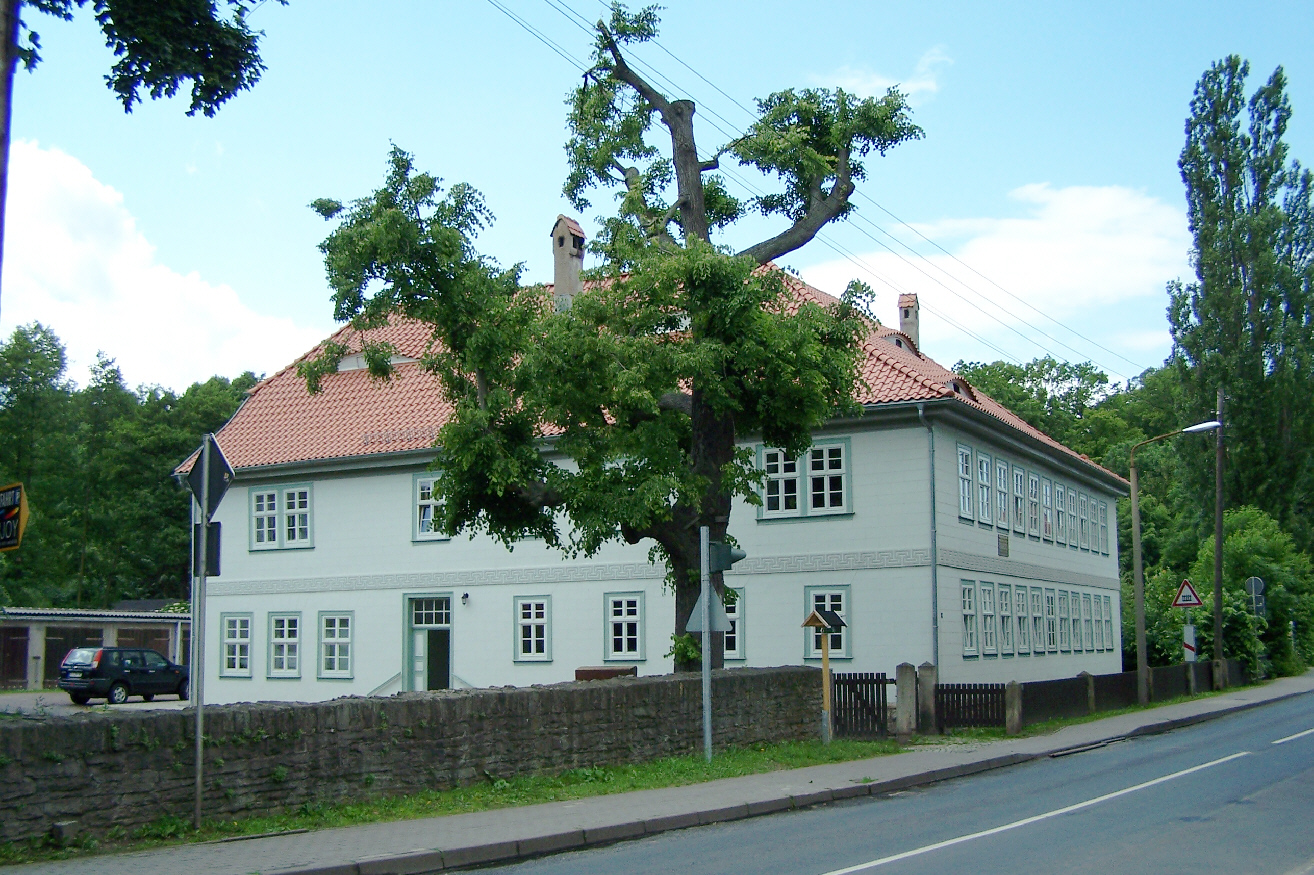
Die ursprüngliche Salzmannschule

Schnepfenthal wurde bekannt durch die Erziehungsanstalt von Christian Gotthilf Salzmann und Johann Christoph Friedrich Guts Muths, die hier ab 1784 eine neue Schulform aufbauten. Dazu gehörten neben den üblichen Fächern Sportunterricht und praktische Arbeit. Die Sportgeräte sind zum Teil noch heute zu sehen und werden alljährlich zu feierlichen Anlässen von den „Traditionsturnern“ benutzt. Auf dem nahe gelegenen Waldfriedhof sind die Grabstätten der Gründer und vieler Lehrer zu sehen.
In der DDR war die Schule eine Erweiterte Oberschule (entspricht einem Gymnasium). Seit 2001 ist die Salzmannschule ein staatliches Spezialgymnasium für Sprachen (mit Internat), wo man u. a. Japanisch, Arabisch und Chinesisch lernen kann.
Es gibt einen „Freundeskreis Salzmannschule e. V.“, der die Traditionen der Schule pflegt.

### Schnepfenthal-Rödichen
Die Gemeinde Rödichen, zu der Schnepfenthal gehörte, wurde seit den 1920er Jahren Schnepfenthal-Rödichen genannt. Schnepfenthal-Rödichen wurde am 1. Juli 1950 in die Stadt Waltershausen eingemeindet und heißt als Ortsteil nur noch Schnepfenthal.

## Tourismus
Seit 1959 befindet sich auf dem Schulgelände der Salzmannschule eine Gedenkstätte, die inzwischen als Museum der Salzmannschule Schnepfenthal ausgebaut wurde. Schnepfenthal ist Ausgangspunkt des Zöglingsweg, dies ist ein 14 km langer, neugestalteter Rundwanderweg der Stadt Waltershausen. Weitere Wanderrouten führen in den nahen Thüringer Wald, zum Beispiel zum Großen Inselsberg (916 m).

### GutsMuths-Gedächtnishalle

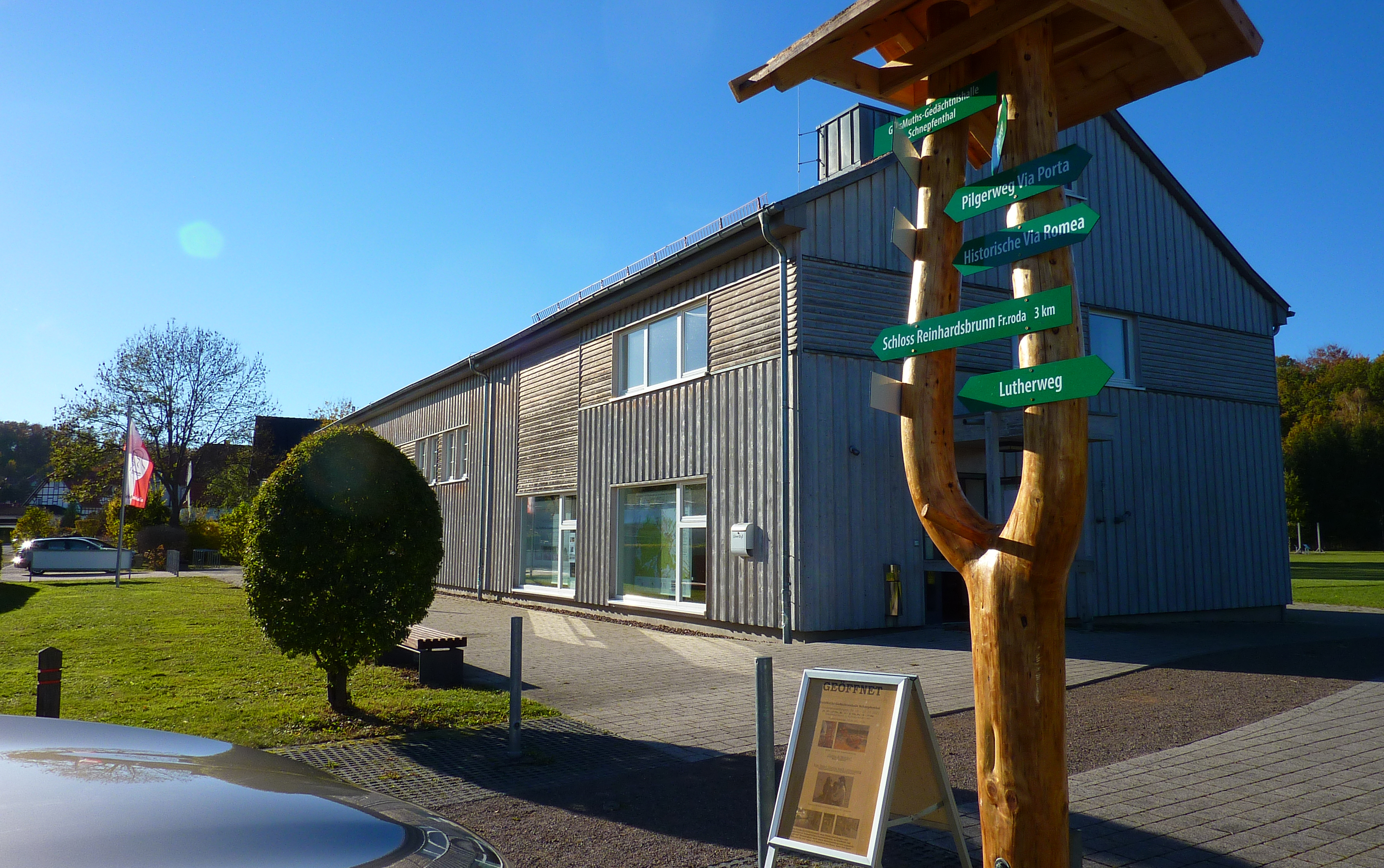
Die GutsMuths-Gedächtnishalle mit Zwiesel, der auf weitere Sehenswürdigkeiten hinweist, Foto 2021: Pawlow

Am 9. August 2009, dem 250. Geburtstags vom großen Sportpädagogen GutsMuths wurde die Neue GutsMuths-Gedächtnishalle Schnepfenthal eröffnet. Das multifunktionale Haus ist vorrangig dem Sport und wechselnder Ausstellungen vorbehalten. Das Sportfeld dahinter wurde umgestaltet als Zöglingshain und TERRA GYMNASTICA – Tafeln zu GutsMuths und Zöglingen der Salzmannschule, Bäume aus allen Erdteilen sowie neuen-alten Sportgeräten, jederzeit frei nutzbar.

### Burg Hermannstein
Etwa einen Kilometer südlich der Kirche von Rödichen befindet sich der Wachkopf, eine steil über den Talrand aufragende Erhebung bis 456,4 m ü. NN. Hier liegen die Reste einer kleinen hochmittelalterlichen Burganlage, die als Burg Hermannstein, auch als Burg Steinfirst,  bekannt wurde. Von den Befestigungsanlagen sind noch Reste der Gräben und Wälle im Gelände erkennbar.

## Persönlichkeiten

### Söhne und Töchter des Ortes
- Harald Othmar Lenz (1798–1870), Naturhistoriker, Zoologe und Botaniker
- Carl Ausfeld (1814–1900), Reichstags- und Landtagsabgeordneter
- Wilhelm Girtanner (1823–1861), Jurist
- Eduard Ausfeld (1850–1906), Archivar und Historiker
- Luise Gerbing (1855–1927), Heimatforscherin und Schwester von Eduard Ausfeld
- Gerhard Altenbourg (1926–1989), Maler und Graphiker
- Dietrich Lohmann (1943–1997), deutscher Kameramann

### Personen, die mit dem Ort in Verbindung stehen
- Carl Christoph Besser (1724–1800), Ingenieur und Architekt, erbaute das Philanthropinum in Schnepfenthal
- Johann Christoph Friedrich GutsMuths (1759–1839), Pädagoge und Mitbegründer des Turnens
- Christian Ludwig Lenz (1760–1833), Klassischer Philologe, lehrte in Schnepfenthal, verbrachte hier seinen Ruhestand
- Carl Ritter (1779–1859), Geograf, Schüler von GutsMuths
- Carl Friedrich Mosch (1784–1859), Mineraloge, Zeichner und Schriftsteller, Lehrer in Schnepfenthal
- Emil André (1790–1869), Forstwirt
- Albrecht Erxleben (1814–1887), Richter und Hochschullehrer in der Schweiz
- Leo Becker (1840–1886), Rittergutsbesitzer, Landrat und Mitglied des Deutschen Reichstags, wurde in Schnepfenthal erzogen

### Schüler der Salzmann-Schule
- Karl von Hessen-Philippsthal-Barchfeld (1784–1854), Landgraf
- Wilhelm von Hessen-Philippsthal-Barchfeld (1786–1834), Chef des königlich-dänischen Nordischen Leibregiments zu Pferde
- Ernst von Hessen-Philippsthal-Barchfeld (1789–1850), russischer General der Kavallerie
- Ernst von der Schulenburg (1812–1843), preußischer Landrat
- Julius Kisker (1818–1882), Kaufmann und Mitglied des Deutschen Reichstags
- Adolf von Grote (1830–1898), hannoverscher Gesandter und Mitglied des deutschen Reichstags
- Ernst Adolph Mueller (1832–1913), Jurist und Mitglied des Deutschen Reichstags
- Albrecht Steiner von Felsburg (1838–1905), österreichischer Nazarenermaler, Restaurator und Architekt
- Carl Geibel (1842–1910), Buchhändler und Verleger
- Ernst Otto Clauß (1843–1889), Fabrikbesitzer, Textilunternehmer und Politiker (NLP)
- Ludwig Tesdorpf (1856–1905), Feinmechaniker und Unternehmer
- Hugo Henneberg (1863–1918), österreichischer Naturwissenschaftler, Grafiker und Kunstfotograf der piktorialistischen Strömung
- Johannes von Reibnitz (1882–1939), Politiker (NSDAP)
- Gotthard Sachsenberg (1891–1961), Offizier, Unternehmer und Politiker (Wirtschaftspartei)
- Rudolf Otto Wiemer (1905–1998), Pädagoge
- Friedrich Josias Prinz von Sachsen-Coburg und Gotha (1918–1998), legte in Schnepfenthal das Abitur ab

## Verkehrsanbindung
Der Ort ist sowohl mit der Thüringerwaldbahn als auch mit der Regionalbahn der Strecke Fröttstädt–Friedrichroda zu erreichen. Der nächste Autobahnanschluss ist Gotha-Boxberg an der A 4.